# Polizeiruf 110: Tödliche Träume
Tödliche Träume ist ein deutscher Kriminalfilm von Thomas Jacob aus dem Jahr 1990. Der Fernsehfilm über kriminelle Machenschaften auf dem Gebrauchtwagenmarkt der DDR erschien als 136. Folge der Filmreihe Polizeiruf 110.

## Handlung
Wie fast jeden Tag steht Reinhold Krüger am Grab seiner Frau. Ihr Selbstmord war ein schwerer Schlag für den bis dahin so tatkräftigen Mann. Seine Autowerkstatt, die er aufgebaut und arbeitsintensiv betrieben hat, ist ihm nunmehr gleichgültig wie alles andere auch. Nach dem Besuch auf dem Friedhof gibt er sich meist in einer Kneipe dem Alkoholkonsum hin. Dort trifft er oft auf seinen zukünftigen Schwiegersohn Tommy Kellner, einen Fotografen, der ein Geschäft aufmachen will, um sein eigener Herr zu sein.
Reinholds Sohn Bernhard ist gezwungen, mit Hilfe seiner Schwester Heike, die sich um das Schriftliche kümmert, die Werkstatt am Laufen zu halten. Das fällt dem jungen Mann ohne die Unterstützung des Vaters zunehmend schwerer, da es häufig Lieferschwierigkeiten mit Ersatzteilen gibt, und die Kunden Bernhard dafür verantwortlich machen. Als Mario, ein langjähriger Angestellter, ihm helfen will, lässt er ihn ungnädig abfahren. Mario liebt Heike, mit der er einmal geschlafen hat. Für Heike war es jedoch nur ein einmaliger Ausrutscher.
Den Ermittlern Fuchs, Hübner und Grawe liegen unterdessen diverse Anzeigen von Geschädigten vor, die bei einem Autokauf hereingelegt wurden, da es dem angeblichen Verkäufer jedes Mal gelang, mit dem soeben verkauften Auto und dem schon gezahlten Kaufpreis das Weite zu suchen. Wie sich später herausstellt, waren die vorgelegten Ausweise allesamt zuvor gestohlen worden. Aufgrund verschiedener Aussagen wird ein Phantombild des „Verkäufers“ angefertigt und in der Zeitung veröffentlicht. Nach und nach ergeben sich Spuren, die in Richtung der Autowerkstatt Krüger weisen.
Heike und Bernhard Krüger haben derweil in einem Ordner einen Kontoauszug des Vaters gefunden. Daraus geht hervor, dass 45.000 Mark verschwunden sind, woraufhin Bernhard seinem Vater später heftige Vorwürfe macht. Anderentags erscheint Reinhold wieder in seiner Werkstatt. Zum Erstaunen seines Sohnes, Marios und der anderen Angestellten nimmt Reinhold das Heft wieder in die Hand, als sei nichts gewesen. Zu Bernhard, der den Vater dankbar umarmt, sagt er, er habe die 45.000 Mark für Heike auf einem Sparbuch angelegt, da Bernhard ja die Werkstatt übernehmen werde.
Heike hat indes bei ihrem Freund Tommy übernachtet, der, wie sich bei einem Besuch von Nina Merkowicz herausstellt, der jungen Frau ebenfalls die Ehe versprochen und mit dieser ein Kind hat. Als Heike spätabends, immer noch tief betroffen und verletzt, nach Hause kommt, erzählt ihr der Vater, dass er glaube, dass Tommy von der Polizei gesucht werde, und verweist auf das Bild in der Zeitung. Tommy verhält sich weiterhin großspurig. Mit seinem neu „erworbenen“ Mazda taucht er bei einem Fototermin auf, wo Nina als Maskenbildnerin arbeitet. Der Fotograf ist erbost, als er den Wagen sieht, da Tommy ihm noch 30.000 Mark schuldet, und will wissen, wann er zu zahlen gedenke. Als Tommy ihn verströsten will, gibt er ihm eine letzte Frist von einer Woche. Nina zeigt Tommy dann unauffällig das Fahndungsfoto in der Zeitung. Sie befürchtet, dass man ihnen auf die Schliche kommen werde.
Die Polizei ist in der Zwischenzeit nicht untätig geblieben und hat über die gestohlenen Ausweise eine Spur zu Nina herstellen können. Reinhold Krüger stellt nun Tommy zur Rede und meint, dass er ihm vertraut habe und ihm nur deswegen Kundenwagen, ohne weitere Fragen zu stellen, überlassen habe. Tommy droht ihm jedoch, wenn er zur Polizei gehe, werde er behaupten, dass Reinhold den hälftigen Anteil aus dem Autobetrug bekommen habe, und da seine Werkstatt sowieso in Schwierigkeiten sei, werde man ihm das auch glauben.
Tommy kann Nina schließlich überreden, als letzten Coup noch einen Autobetrug zu begehen. Da sein Bild in der Zeitung ist, soll Nina den Handel abwickeln. Nina ist nervös, als sie ein Polizeiauto vorüberfahren sieht. Karin Gellweit, die potentielle Käuferin, will den Kauf jedoch unbedingt abschließen. Sie drängt Nina das Geld auf, zahlt jedoch nicht die vereinbarte Summe und fährt mit dem Trabant davon, ohne dass Nina es verhindern kann. Einige Zeit später verständigt eine Nachbarin von Karin Gellweit die Polizei, denn Gellweit ist tot aufgefunden worden.
Inzwischen konnte Nina festgenommen werden, bestreitet aber zunächst die gegen sie erhobenen Vorwürfe, bricht dann jedoch zusammen und erzählt weinend, dass sie alles für Tommy getan und auch nie etwas hinterfragt habe. Auch Tommy, der sich seiner Festnahme mit einer Flucht entziehen wollte, wird von den Ermittlern verhört. Er will Reinhold Krüger den Mord an Karin Gellweit anhängen. Zitternd vor Angst wiederholt er immer wieder dasselbe, er habe die Frau nicht getötet.
Reinhold verabschiedet sich auf dem Friedhof von seiner Frau und geht dann zum Polizeirevier, um ein Geständnis abzulegen. Er habe Gellweit umgebracht. Als die Ermittler wissen wollen, was genau an jenem Abend passiert sei, schweigt er. Fuchs, Hübner und Grawe finden das eigenartig. Fuchs meint, dass Reinhold Krüger nicht der Täter sei. Reinhold wird anschließend zum Tatort geführt und trifft dort auf seinen Sohn Bernhard. Dieser hält dem Druck nicht mehr stand und gesteht, dass er es gewesen sei. Er wollte Karin Gellweit das Geld für das Auto zurückgeben und den Wagen wiederhaben, der einem Kunden gehörte. Gellweit wollte das Geschäft aber nicht rückgängig machen, obwohl er ihr angeboten hatte, ihr einen anderen Wagen zu besorgen und zudem erwähnt hatte, dass dieser Wagen gestohlen sei. Das habe sie alles nicht interessiert. Als sie angefangen habe, zu keifen und zu schreien, habe er ihr ein Kissen aufs Gesicht gedrückt. Verwirrt über seine Tat wird Bernhard Krüger schließlich abgeführt. Mit hängenden Schultern bleibt Reinhold Krüger mit seiner Tochter Heike zurück.

## Produktion
Tödliche Träume (Arbeitstitel: Fehlzündung) wurde vom 9. September bis zum 30. Oktober 1989 in Dresden, Stolpen, Großenhain (Szene vorm Bahnübergang, Großraschützer Str.), Weßnitz (seit 1995 zu Großenhain eingemeindet) und Riesa in Sachsen gedreht. Für Hauptmann Peter Fuchs (Peter Borgelt) war es der 77. Fall seiner Karriere, für Oberleutnant Jürgen Hübner (Jürgen Frohriep) der 59. und für Oberleutnant Thomas Grawe (Andreas Schmidt-Schaller) der 25. Fall.

## Kritiken
Die Zeitschrift Gong meint, dass der Film „nicht vollends“ überzeuge und die Hörzu bewertet den Film mit „Mittelmaß“.